# Dioscorea laevis
Dioscorea laevis är en enhjärtbladig växtart som beskrevs av Edwin Burton Uline. Dioscorea laevis ingår i släktet Dioscorea och familjen Dioscoreaceae. Inga underarter finns listade i Catalogue of Life.